# U17-DFB-Nachwuchsliga
Die U17-DFB-Nachwuchsliga ist als Nachfolger der B-Junioren-Bundesliga im Fußball die höchste deutsche Spielklasse für B-Junioren (U17). Sie wird in der Spielzeit 2024/25 erstmals in einer regionalen Vorrunde sowie einer anschließenden Teilung in die Ligen A und B ausgetragen. Zum Saisonende wird wie zuvor in der B-Junioren-Bundesliga in einer Endrunde der deutsche B-Junioren-Meister bestimmt.

## Modus
Für die erste Spielzeit 2024/25 waren alle Vereine mit einem Nachwuchsleistungszentrum (NLZ), alle Vereine ohne Nachwuchsleistungszentrum, die nicht aus der B-Junioren-Bundesliga 2023/24 abgestiegen waren sowie alle Vereine ohne NLZ, die gemäß der DFB-Jugendordnung aus den zweithöchsten Spielklassen aufgestiegen waren, qualifiziert. Die Qualifikation der elf Amateurvereine für die Spielzeit 2024/25 erfolgt nach dem im Folgenden erläuterten System. Belegt ein Verein mit NLZ in der Folge einen Platz in der zweithöchsten Spielklasse, der zur Teilnahme an der U17-DFB-Nachwuchsliga berechtigt oder verzichtet ein Amateurverein auf den ersten drei Plätzen auf seine Teilnahme, geht das Teilnahmerecht automatisch auf den nächstplatzierten Amateurverein über, maximal jedoch auf den Fünftplatzierten.
In der U17-DFB-Nachwuchsliga gibt es keine regionalen Staffeln mehr, sondern stattdessen eine regionale Vor- sowie eine anschließende Hauptrunde. Die Vorrunde wird in acht Gruppen, die Hauptrunde in zwei Ligen (Liga A und B) ausgespielt. Hierbei hat die Vorrunde 14 Spieltage, die Liga A zehn und die Liga B ebenfalls 14. Für eine Spielzeit der U17-DFB-Nachwuchsliga sind alle Vereine mit einem Nachwuchsleistungszentrum, alle Vereine ohne Nachwuchsleistungszentrum, die nicht aus der der Liga abgestiegen sind sowie alle Vereine ohne Nachwuchsleistungszentrum, die gemäß der DFB-Jugendordnung aus den zweithöchsten Spielklassen aufgestiegen sind, qualifiziert. Nach Abschluss der Hinrunde und wenn das Teilnehmerfeld in die Ligen A und B aufgeteilt wird, stoßen 11 Amateurvereine hinzu. Diese Vereine, die keine Nachwuchsleistungszentren unterhalten, sind die jeweils besten Teilnehmer der Hinrunde ihrer jeweiligen untergeordneten Regional- oder Verbandsliga und treten in der Liga B an. Über diese können sie sich für die Teilnahme an der Vorrunde der Folgesaison qualifizieren.
Der Spielmodus der U17-DFB-Nachwuchsliga ist in zwei Phasen gegliedert:
- In der Vorrunde wird zunächst in acht regionalen Staffeln zu je acht Mannschaften gespielt, wobei Landes- und Regionalverbandsgrenzen keine Rolle spielen. Zusätzlich zu den 58 Vereinen, die Nachwuchsleistungszentren unterhalten, kommen noch fünf Amateurklubs. Alle Mannschaften einer Staffel treten in Hin- und Rückrunde gegeneinander an und qualifizieren sich für die Hauptrunde.
- Die Erst-, Zweit- und Drittplatzierten der Vorrundengruppen spielen in der Liga A der Hauptrunde weiter, die übrigen Mannschaften in der Liga B. Zur Liga B stoßen 11 weitere Amateurvereine, die sich über die Regional- beziehungsweise Landeswettbewerbe (zweithöchste Spielklassen) qualifizieren. Beide Ligen werden erneut in Staffeln aufgeteilt und absolvieren jeweils eine Hin- und Rückrunde. Der Meister wird unter den 16 besten Mannschaften aus der Liga A in einer Endrunde ausgespielt, in der ab dem Achtelfinale nur noch K.o.-Spiele ausgetragen werden. Aus der Liga B qualifizieren sich alle Vereine mit einem Nachwuchsleistungszentrum für die nächste Saison der U17-DFB-Nachwuchsliga. Ebenfalls qualifizieren sich Amateurvereine ohne Nachwuchsleistungszentrum, wenn sie in ihrer Gruppe der Liga B einen der ersten vier Tabellenränge belegen.[4]

11 Amateurvereine stoßen wie bereits angeführt pro Saison in der Hauptrunde zum Teilnehmerfeld hinzu. Dabei steigt jeweils der Tabellenerste der Hinrunde aus folgenden zweithöchsten Spielklassen in die U17-DFB-Nachwuchsliga auf: Regionalliga Nord, Regionalliga Nordost, Bayernliga, Oberliga Baden-Württemberg, Regionalliga Südwest, Hessenliga, Niederrheinliga, Mittelrheinliga und Westfalenliga. Zusätzlich dazu qualifizieren sich die Tabellenzweiten der Regionalligen Nord und Nordost für die Hauptrunde der jeweiligen Saison. Bei Verzicht oder nicht erteilter Zulassung rückt der nächstplatzierte Amateurverein nach. Die Berechtigung endet grundsätzlich mit dem Tabellendritten einer Liga. Die Tabellenvierten und -fünften können nacheinander ausnahmsweise nur dann als Teilnehmer nachrücken, sofern sich auf den Plätzen 1 bis 4 eine oder mehrere nicht teilnahmeberechtigte Vereine mit einem Nachwuchsleistungszentrum befinden.
Die Qualifikation der elf Amateurvereine für die Spielzeit 2024/25 erfolgt nach dem bereits erläuterten System. Belegt ein Verein mit Nachwuchsleistungszentrum in der Folge einen Platz in der zweithöchsten Spielklasse, der zur Teilnahme an der U17-DFB-Nachwuchsliga berechtigt oder verzichtet ein Amateurverein auf den ersten drei Plätzen auf seine Teilnahme, geht das Teilnahmerecht automatisch auf den nächstplatzierten Amateurverein über, maximal jedoch auf den Fünftplatzierten.

## Wissenswertes
- In der B-Junioren-Bundesliga durfte analog zum Herrenbereich fünfmal pro Partie gewechselt werden. In der U17-DFB-Nachwuchsliga sind bis zu sieben Einwechslungen erlaubt, um den Einsatz des kompletten 18-köpfigen Spieltagsaufgebots zu ermöglichen.[6]
- Im Gegensatz zur Zeit der B-Junioren-Bundesliga gestaltete der DFB den Spielplan bereits ab der ersten Saison der U17-DFB-Nachwuchsliga so, dass auch während der sog. Länderspielpausen Ligaspiele stattfanden.[7]